# Língua onondaga
Língua da Nação Onondaga (Onoñdaʔgegáʔ nigaweñoʔdeñʔ "Onondagaé nossa língua") é o idioma falado pelos Onondaga das Primeiras Nações indígenas da América do Norte, uma das cinco tribos que constituem a Liga dos Iroqueses (Hodenosaunee.
A língua é falada nos Estados Unidos e no Canadá em reservas no estado de Nova Iorque e nas proximidades de Brantford (Ontário).

## Escrita
A língua Onondaga usa o alfabeto latino numa forma adaptada para língua, com menos letras.
- Vogais -  a, ä, e, eñ, i, o, oñ
- Consoantes  - d, g, h, j, k, kw, n, s, sh, t, ts w, y, ?’

## Amostra de Texto
Tsa’degaya’ dagwe:dí:yo’; Ganá:ye:da; Gayá:nä:sä
Português: Igualdade ("refere-se a níneis iguais")
Dignidade ("Senso de orgulho, honra")
Direito ("O poder da bondade")

## Fonologia
A fonologia Onondaga é bastante pobre com poucos sons consoantes

## Consoantes
|            | Alveolar | Post-Alveolar / Consoante Palatal | Velar | Glotal |
| ---------- | -------- | --------------------------------- | ----- | ------ |
| Plosiva    | t        |                                   | k     | ʔ      |
| Africada   |          | dʒ                                |       |        |
| Fricativa  | s        |                                   |       | h      |
| Ressonante | n        | j                                 | w     |        |

As duas consoantes plosivas, /t/, /k/ são alofones  sonoras de  [d] e [ɡ] antes de vogais e “ressonantes” [d] e [g] nesse caso. Há muita palatização nessa língua.
Onondaga apresenta cinco sons vogais, /i e o æ a/ (/æ/ é por vezes representado por ä) e duas vogais nasais,  /ẽ/ e /ũ/. As vogais nasais, de acordo com as tradições iroquesas, são representadas pelo ogonek (como uma cedilha sob a vogal) na literatura de educação em Ontario como [ę] e [o], respectivamente ǫ ou ų). Em Nova Iorque  são representadas por [ñ], [eñ] e [oñ]. Vogais podem ser longas ou curtas. Quando a vogal se derivou da consoante hoje desaparecida *r, ela se tornou fonêmica. A vogal longa é representada seguida por [:] ou [•].